# 杠杆
在力學裡，典型的槓桿是置放連結在一個支撐點上的硬棒，這硬棒可以繞著支撐點旋轉。當槓桿靜力平衡時，其施力乘以施力臂等於抗力乘以抗力臂，可以透過改變施力臂或抗力臂長度，使輸入力放大或縮小，有著相當實用的功能，古希臘人將槓桿歸類為簡單機械。

## 历史

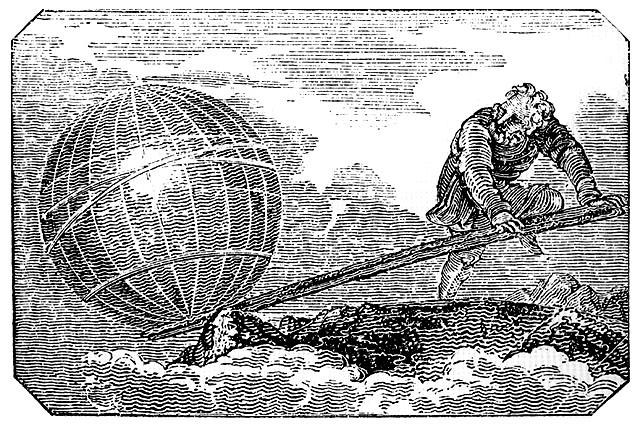
1824年，在倫敦發行的《機械雜誌》內的一副刻畫。阿基米德說：「給我一個支點，我就可以撬起整個地球。」

早在舊石器時代晚期，古人就知道使用槓桿的原理來製作投槍器。

考古學者认为，在古埃及4500多年前的金字塔時期，工人使用槓桿來移動、抬舉重量超過100英噸的方尖碑。
中国戰國时期，墨子在所著作的《墨子》一书中，提到應用杠杆的概念。
大約在西元前330年，亞里斯多德在著作《機械問題》（《Mechanical Problems》）裏，對於槓桿有詳細的論述，並且基本而言使用虛功的現代概念推導出槓桿原理。西元前3世紀，古希臘科學家阿基米德在著作《論平面圖形的平衡》裏用幾何方法推導出槓桿原理，並且宣稱：「給我一個支點，我就可以撬動整個地球。」

## 概述

靜力平衡的槓桿。

由於槓桿內部有一點為固定點，槓桿只能繞著這固定點做旋轉運動。相對於這一點，槓桿不能做平移運動。
- 槓桿內部的固定點稱為「支點」。
- 使槓桿旋轉的力 {\displaystyle F_{1}} 叫做「施力」，是輸入力。
- 施力作用於槓桿的位置叫做「施力點」。
- 阻碍槓桿旋轉的力 {\displaystyle F_{2}} 叫做「抗力」，是輸出力。
- 抗力作用於槓桿的位置叫做「抗力點」。
- 從支點到施力作用線的垂直距離 {\displaystyle D_{1}} 叫做「施力臂」。
- 從支點到抗力作用線的垂直距離 {\displaystyle D_{2}} 叫做「抗力臂」。

理想槓桿不會耗散或儲存能量，也就是說，支點與硬棒之間不會出現任何摩擦損耗，硬棒是一種剛體，不會被彎曲，發生形變。注意到硬棒不一定是直棒。彎曲的硬棒形成的槓桿稱為「曲槓桿」。對於理想槓桿案例，輸入槓桿的功率等於槓桿輸出的功率。輸出力與輸入力之間的比率，等於這兩個作用力分別與支點之間垂直距離的反比率，稱這相等式為「槓桿原理」，以方程式表達：
{\displaystyle F_{2}:F_{1}=D_{1}:D_{2}} ，
或者，
{\displaystyle F_{1}D_{1}=F_{2}D_{2}} 。
定義力矩 {\displaystyle M} 為
{\displaystyle M\ {\stackrel {def}{=}}\ FD} ；
其中，{\displaystyle F} 是作用力，{\displaystyle D} 是作用力與支點之間的垂直距離。
則輸入力矩等於輸出力矩：
{\displaystyle M_{1}=M_{2}} 。
槓桿原理表明，當靜力平衡時，施力乘以施力臂等於抗力乘以抗力臂：
{\displaystyle F_{1}D_{1}=F_{2}D_{2}} 。

## 槓桿的分類
靠著比較施力臂、抗力臂的長度，可以將槓桿分為三類：
- 施力臂長於抗力臂的槓桿是「省力槓桿」，這可以省力。开瓶器、撬棍等均为省力杠杆。
- 抗力臂長於施力臂的是「費力槓桿」，這可以省時。大部分剪刀、镊子、筷子、钓鱼竿、火钳、笔等均为费力杠杆。
- 施力臂和抗力臂長度相等的槓桿是「等臂槓桿」，跷跷板、天秤等均为等臂杠杆。

另外一種分類法式依照施力點、抗力點、支點在槓桿的相對位置來分類。

### 第一類槓桿

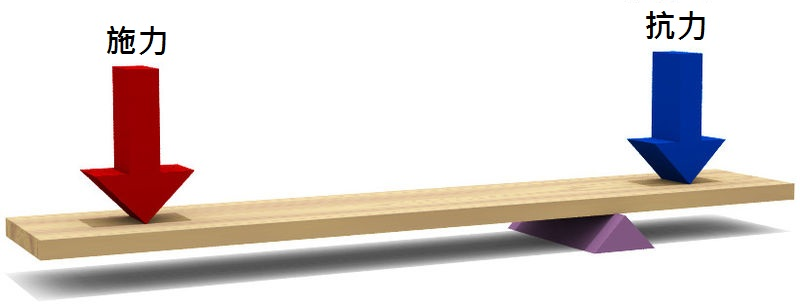

第一類槓桿的施力點、抗力點分別在支點的兩邊。例如，鐵撬、蹺蹺板、天平、尖嘴鉗。
槓桿如果施力臂越長，抗力臂越短，就越省力。

### 第二類槓桿

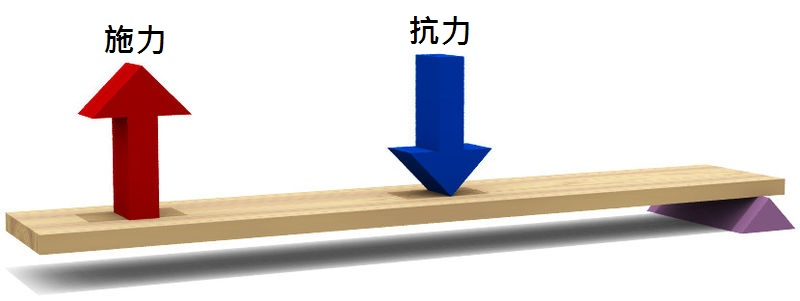

第二類槓桿的施力點、支點分別在抗力點的兩邊。例如，獨輪車、胡桃鉗、開瓶器。這是一種省力槓桿，可以施加較小的力量來移動較重的物體，但是施力的位移較長.

### 第三類槓桿

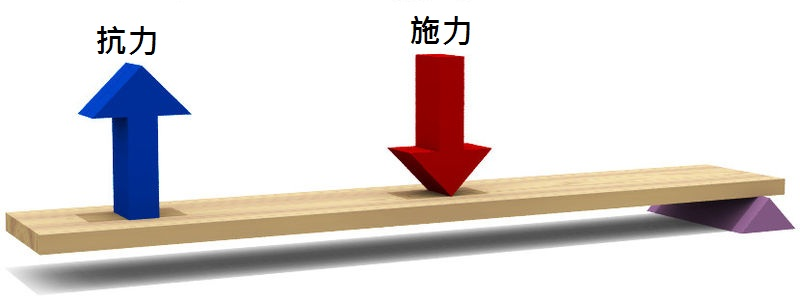

第三類槓桿的抗力點、支點分別在施力點的兩邊。例如，鑷子、釘書機、掃把。這是一種費力槓桿，可以節省施力的位移。

## 槓桿原理
槓桿是可以繞著支點旋轉的硬棒。當外力作用於槓桿內部任意位置時，槓桿的響應是其操作機制；假若外力的作用點是支點，則槓桿不會出現任何響應。
假設槓桿不會耗散或儲存能量，則槓桿的輸入功率必等於輸出功率。當槓桿繞著支點呈勻角速度旋轉運動時，離支點越遠，則移動速度越快，離支點越近，則移動速度越慢，由於功率等於作用力乘以速度，離支點越遠，則作用力越小，離支點越近，則作用力越大。

靜力平衡的槓桿。

機械利益是抗力與施力之間的比率，或輸出力與輸入力之間的比率。假設施力臂 {\displaystyle D_{1}} 、抗力臂 {\displaystyle D_{2}} 分別為施力點、抗力點與支點之間的距離，施力 {\displaystyle F_{1}} 、抗力 {\displaystyle F_{2}} 分別作用於施力點、抗力點。則機械利益 {\displaystyle MA} 為
{\displaystyle MA={\frac {F_{2}}{F_{1}}}={\frac {D_{1}}{D_{2}}}} 。
通常在學習槓桿的初級理論時，會聚焦於輸入力和輸出力由於虛位移而做的虛功。虛位移可以定義為物體的移動速度乘以虛時間。這樣定義導致計算的物理量是功率，而不是功。這種方法有一個實在優點：在研究機械工程學或機構學時，功率是主要計算的物理量。使用這種方法來對槓桿做靜力分析，就如同對於車子的傳動系統，或機械手臂做靜力分析，它們的機械利益的計算方式完全一樣。

## 複式槓桿

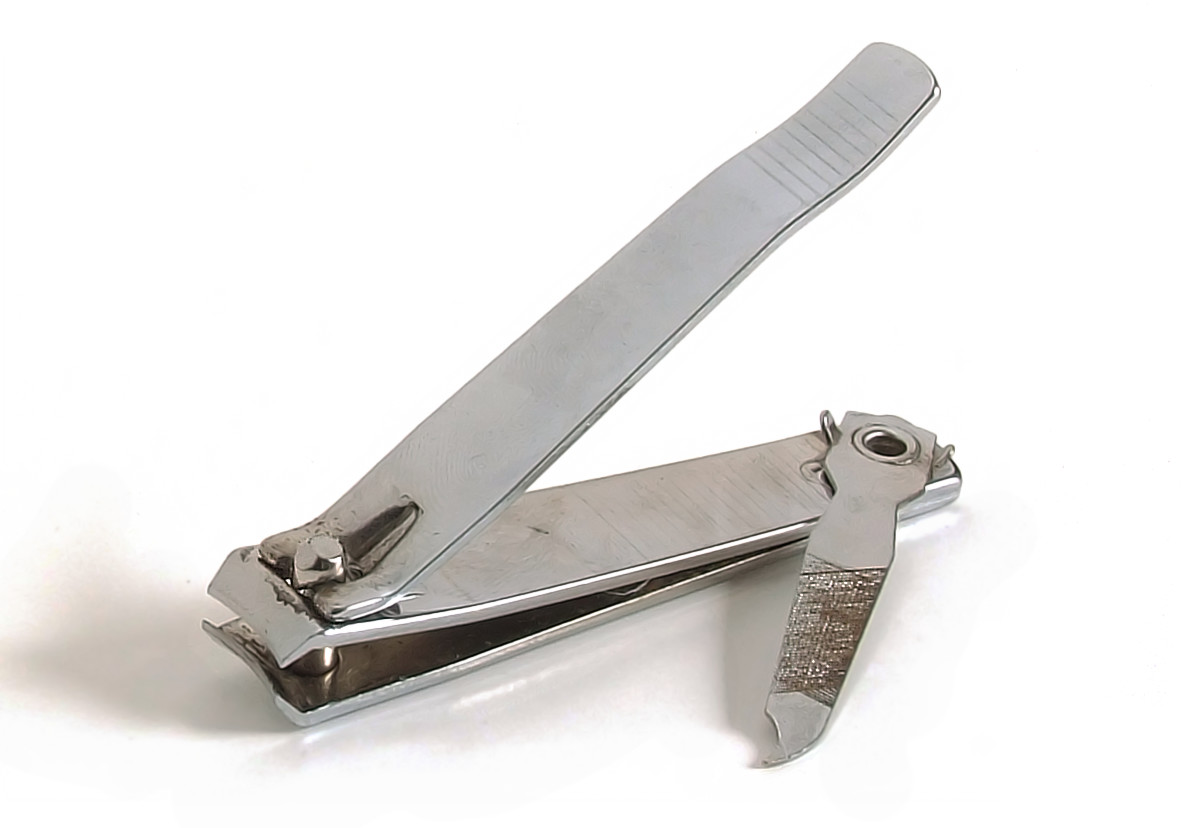
指甲剪是一種常用的複式槓桿。

複式槓桿是一組耦合在一起的槓桿，前一個槓桿的抗力會緊接地成為後一個槓桿的施力。幾乎所有的磅秤都會應用到某種複式槓桿機制。其它常見例子包括指甲剪、鋼琴鍵盤。1743年，英國伯明罕發明家約翰·外艾特在設計計重秤時，貢獻出複式槓桿的點子。他設計的計重秤一共使用了四個槓桿來傳輸負載。

## 參閱
- 連桿組
- 機構學
- 單擺